# Bistum Xuân Lộc
Das römisch-katholische Bistum Xuân Lộc (lateinisch Dioecesis Xuanlocensis, vietnamesisch Giáo phận Xuân Lộc) wurde am 14. Oktober 1965 errichtet und ist der Erzdiözese Ho-Chi-Minh-Stadt als Suffraganbistum unterstellt.
Xuan Loc war die größte vietnamesische Diözese, bis im November 2005 das Bistum Bà Rịa von ihr abgespalten wurde.

## Bischöfe
- Joseph Lê Van Ân (1965–1974)
- Dominique Nguyên van Lang (1974–1988)
- Paul Marie Nguyên Minh Nhât (1988–2004)
- Dominique Nguyên Chu Trinh (2004–2016)
- Joseph Đinh Đức Đạo (2016–2021)
- Gioan Đỗ Văn Ngân (seit 2021)